# Duilius tenuis
Duilius tenuis är en insektsart som beskrevs av Stsl 1858. Duilius tenuis ingår i släktet Duilius och familjen kilstritar. Inga underarter finns listade i Catalogue of Life.